# Lalla Essaydi
Lalla A. Essaydi (in arabo للا عبد الهادي الصعيدي‎?, Lallā ʿabd al-Hādī al-Ṣaʿīdī; Marrakech, 1956) è una fotografa marocchina naturalizzata statunitense, nota per i suoi scatti fotografici d’arte contemporanea che hanno come protagoniste le donne arabe.
Lavora a Boston e in Marocco, mentre vive a New York.

## Infanzia ed educazione
Lalla Essaydi è nata a Marrakech, nel 1956. Abbandonò il liceo a Parigi, a soli 16 anni. Si sposò poco dopo essere tornata in Marocco e si trasferì in Arabia Saudita, dove ebbe due figli e divorziò. Essaydi tornò a Parigi, all’inizio degli anni Novanta, per frequentare l’École nationale supérieure des beaux-arts. Nel 1996, si trasferì, invece, a Boston e nel 1999 si laureò alla Università Tufts, mentre, nel 2003, ottenne il MFA (Master of Fine Arts) in pittura e fotografia, alla Scuola del Museo e delle Belle Arti di Tufts, Boston.

## Carriera
Le serie fotografiche di Lalla Essaydi includono: Converging Territories (2003–2004), Les Femmes du Maroc (2005–2006), Harem (2009), Harem Rivisitato (2012–2013), Bullets, e Bullets Rivisitato (2012–2013). I suoi lavori sono stati esposti in tutto il mondo, persino al Museo Nazionale d’Arte Africana, e fanno parte di diverse collezioni, tra cui quelle dell’Istituto d’Arte di Chicago; il Museo Fünf Kontinente (Monaco, Germania); il Museo d’Arte di San Diego; il Museo delle Belle Arti dell'Università di Cornell; Il Winter Park (Florida); il Fries Museum di Leeuwarden (Olanda); il Museo delle Belle Arti di Boston; il Museo d’Arte del Williams College (Williamstown, Massachusetts). Fu al diciottesimo posto della classifica dei “Migliori 20 Artisti Contemporanei del Medio Oriente", nel 2012-2014. Nel 2015, il Museo d’Arte di San Diego allestì la mostra, Lalla Essaydi: Fotografie.

## Lavoro
Influenzata dalle sue esperienze di vita, in Marocco e Arabia Saudita, Lalla Essaydi esplora i modi in cui il genere e il potere sono presenti nel corpo delle donne musulmane e gli spazi che occupano. Dichiarò che il suo lavoro è autobiografico e che si ispira alle differenze di vita delle donne negli Stati Uniti, rispetto al Marocco, in termini di libertà e identità. Esplora e studia un’ampia gamma di prospettive, tra cui la questione della diaspora, dell’identità e dei luoghi. Osserva i modi di vedere la realtà, mettendo in discussione i pregiudizi e i limiti delle altre culture, sfidando l’arte orientale e coinvolgendo nel suo lavoro: tradizione, storia, arte e tecnologia. La Grande Odalisca della serie fotografica  "Les Femmes du Maroc" (2008), per esempio, cita il dipinto La Grande Odalisque (1814), del pittore francese Jean-Auguste-Dominique Ingres, sebbene la sua modella, nella foto, sia vestita. Lei mostra anche la resistenza agli stereotipi, mantenuta dalle società occidentali e orientali. L’ispirazione, per molti suoi lavori, viene dall’infanzia, nello spazio fisico dove lei, da giovane donna, era mandata, quando disobbediva agli ordini. Esce dallo spazio delle regole comportamentali consentite dalla cultura marocchina.
Diversi elementi delle sue opere fotografiche combinano l’hennè, un colorante naturale usato, tradizionalmente, per decorare le mani e i piedi delle spose, con la calligrafia araba, utilizzata, al contrario, prevalentemente dalla popolazione maschile. Lalla Essaydi, quando applica l’hennè per aggiungere le parole in calligrafia araba al corpo dei soggetti femminili, queste, sono indecifrabili, ciò avviene per mettere in discussione l’autorità e il significato di esse. Secondo l’artista, “sebbene la calligrafia sia, di solito, associata al significato (in opposizione alla mera decorazione), nel mezzo visivo delle mie foto, il ‘velo’ dell’hennè, difatti, esalta l’espressività delle immagini. Così, allo stesso modo, l'arte maschile della calligrafia araba viene portata in un mondo di esperienza femminile, da cui è stata tradizionalmente esclusa". Le donne raffigurate nelle sue mostre fotografiche, Les Femmes du Maroc, sono rappresentate come decorate ma limitate dall’arte dell’hennè. Essaydi pone, così, i suoi soggetti in un modo che esemplifica la visione della società sulla donna, come una persona destinata, principalmente, alla mera bellezza. L’hennè, tuttavia, è un elemento estremamente simbolico, soprattutto per le donne marocchine. Il suo uso si associa alle celebrazioni familiari orientali della giovane donna, che raggiunge la pubertà e si trasforma in una donna adulta. Inoltre, l’utilizzo dell’hennè, nelle opere di Lalla Essaydi, è in grado di creare un’atmosfera silenziosa, in cui le donne si sentono a loro agio nel parlare tra di loro. Si tratta, in primo luogo, di un processo pittorico, dove le donne, scoraggiate dal trovare lavoro fuori le mura di casa, trovano un impegno redditizio nell’applicazione di questo materiale, simile al tatuaggio. Oltre a realizzare opere di grande impatto sociale, intorno all’arte dell’hennè, Lalla Essaydi include, nel suo lavoro, anche interpretazioni di elementi tradizionali marocchini, tra cui le pieghe drappeggiate dei vestiti che adornano il corpo femminile, il mosaico e l’architettura islamica. 
La serie fotografica Les Femmes du Moroc si interroga sulle strutture sociali contemporanee e mette in risalto la storia che ha contribuito a formare delle rappresentazioni dell’identità femminile araba. Les Femmes du Moroc è una delle sue tre principali mostre fotografiche ed è ispirata all’arte europea e americana orientalista del XIX secolo. Tuttavia, Essaydi prende spunto dai dipinti orientalisti, incorporando un nuovo soggetto e stile, derivato dalla sua personale storia e dalla sue esperienze, nel tentativo di emancipare le donne arabe e dimostrare una tradizione, rimasta incompresa dal pubblico occidentale. Il titolo delle serie fotografiche è un rifacimento di un dipinto dell’artista romantico francese Eugène Delacroix. Pertanto, ogni foto della serie è influenzata dall’arte orientalista che viene, poi, riadattata.

## Premi
Nel 2012 vince il Medal Award, dalla SMFA (The School of the Museum of Fine Arts) di Boston.